# Митология на фон
Митология на фон (Дахомейска митология) е комплексът от митологични представи и вярвания на етническата група фон, населяваща централните и южните части на Бенин. Митологията на фон е известна и с името Дахомейска митология, тъй като етническата група фон създава през 17 в. държавата Дахомей, на чиято основа се ражда съвременната държава Бенин.
Митологията на фон е силно политеистична и се отличава с добре развит пантеон. За глава на пантеона се приема Маву-Лиза, двуполово божество (приемано и като двойка близнаци — Маву и Лиза) без ясно изразени качества, но с развита функционална роля — Маву-Лиза е божество-демиург, прародител и глава на пантеона. Според други версии сътворители и прародители са Айда Уедо или Нана Булуку. Както в митологията на йоруба, която е типологически близка до тази на фон, върховното божество Маву-Лиза има само номинална власт — то предава владението над света и хората на произлезлите от него божества, като всяко от тях има конкретна функция и строго определена област на действие. От своя страна тези богове също оглавяват пантеони — пантеонът на земните божества е оглавяван от Да Зоджи, този на морето — от Агбе, Хевиозо управлява божествата на гръмотевиците и др. В състава на тези пантеони влизат младши божества, обикновено деца на оглавяващите ги богове. Всеки пантеон си има свой култ, жреци и посветени сред племената фон.
Според един вариант на космогоничния мит на фон, двуполовото божество Маву Лиза се опложда само и ражда двамата Близнаци (Да Зоджи и Ньохве Анану, съответно от мъжки и женски пол). След тях се ражда божеството Хевиозо (още Со, Согбо, Агболесу), което също има двуполова същност. Трети се раждат близнаците Агбе и Наете; четвърти — божеството Аже, пети — Гу. Шесто се ражда божеството Дьо (Djo), което не е живо същество, а има стихийна природа — то е въздух, атмосфера. Седмото раждане е на Легба, трикстер и посредник както между боговете и хората, така и между самите богове. След пораждането на тези божества, Маву Лиза разпределя между тях владението на света. На Близнаците е дадена властта над земята, Согбо остава на небето, Агбе и Наете получават морето, Аже получава властта над животните и птиците и заживява като ловец. Гу получава ролята на културен герой, който трябва да научи хората на всичко необходимо, за да живеят добре. Божеството Дьо получава във владение пространството между небето и земята, където то се настанява. При тази подялба Маву Лиза дава на всяко божество нов език, подходящ за неговото владение, отнемайки им способността да си служат с езика, на който са говорели дотогава, като по този начин те вече не могат да общуват нормално помежду си. Единствен Легба, като най-малко и любимо дете на Маву Лиза, получава способността да говори всички езици, в това число и този на хората и става посредник между божествата и между божествата и хората.
Фон си представят света като огромен калабаш (плод от семейство Тиквови). Земята е плоска и е долната половина на калабаша, а небето — горната, двете половини се събират при линията на хоризонта. Слънцето и другите небесни светила се придвижват в горната част на калабаша. Задачата на божеството-демиург била здраво да закрепи двете половини на калабаша, за да не се разпаднат. Светът е обвит от гигантската змия Айда Уедо, която го крепи да не се разпадне. В митологията на фон съществуват и развит култ към предците и тотемни представи — членовете на царския род са наричани „деца на леопарда“ (Агасуви).
Типологичната близост на митолотиите на съседните народности фон и йоруба довежда до непосредствени влияния и заимствания между тях. Според преданието за дахомейския владетел Тегбезу (18 в.), култът към божеството Фа прониква сред фон от свещения град на йоруба Ифе.
Митологията на фон е в основата на някои по-късни религиозни системи, развили се на базата на африканските вярвания, като вуду и др.

### Пантеон на божествата
- Агбе
- Аден
- Аджаката
- Аже
- Айда Уедо (Айдо Хведо)
- Акеле
- Аколомбе
- Алаза
- Гбаде
- Гбвезу
- Гу
- Да Зоджи (Дада Зоджи)
- Дамбала
- Дан
- Дьо (Джо)
- Легба
- Лиза
- Маву
- Маву Лиза
- Минона
- Наете
- Нана Булуку
- Ньохве Анану
- Сагбата
- Фа
- Хевиозо (Со, Согбо, Агболесу)

### Митологичен персонаж
- Аве
- Уутуту